# Claire Perry
Claire Louise Perry (3 de abril de 1964-) es una política británica que es actualmente Ministra de Estado para la Energía y el Crecimiento Limpio desde julio de 2019 en el gabinete de Boris Johnson. Miembro del Partido Conservador, ha sido el miembro de parlamento (MP) por Devizes desde las elecciones generales del Reino Unido de 2010. 
Se la nombró como Ministra del Estado en el Departamento para la Empresa, la Energía y la Estrategia Industria en el Segundo Gobierno de May, después de la reorganización de junio de 2017. Desde otra reestructuración del gabinete en enero de 2018 empezó de atender al Gabinete del Reino Unido como parte de su trabajo como Ministra.